# ناتاليا (مغنية بلجيكية)
ناتاليا هي مغنية بلجيكية، ولدت في 3 ديسمبر 1980 في Westerlo ‏ في بلجيكا.

## وصلات خارجية
- الموقع الرسمي
- ناتاليا على موقع IMDb (الإنجليزية)
- ناتاليا على موقع ميوزك برينز (الإنجليزية)
- ناتاليا على موقع أول ميوزيك (الإنجليزية)
- ناتاليا على موقع ديسكوغز (الإنجليزية)
- ناتاليا على موقع قاعدة بيانات الفيلم (الإنجليزية)